# Leif Olausson
Leif Olle Olausson, född 10 november 1944 i Älmhults församling, Kronobergs län, död 10 augusti 2017 i Älmhults distrikt, Kronobergs län, var en svensk målare och grafiker.

## Biografi
Leif Olausson var son till sågmästaren Sven Olof Olausson (1898–1986) och Selma Ida Evelina, ogift Elofsson (1911–1990).
Efter 18 år som gravstensgravör på Bröderna Wallins Granitindustrier i Älmhult studerade Olausson vid Grafikskolan Forum i Malmö i fem år och blev därefter konstnär på heltid. Han var främst inriktad på grafik men utförde också oljemålningar och akvareller. Han lockades av miljöer som hamnar, järnvägsområden och soptippar när han utförde sina verk.
Olausson hade ett stort antal utställningar genom åren, såväl i storstäderna Stockholm, Göteborg, Malmö som på mindre orter men allra mest i södra delarna av landet. Han är bland annat representerad vid Moderna museet i Stockholm och Kalmar konstmuseum.
Leif Olausson gifte sig 1968 med Gunvor Wisti (född 1948) och fick sönerna Mats Olausson (född 1969) och Kent Wisti (född 1971).